# Lamont Johnson
Ernest Lamont Johnson (30 de setembro de 1922 - 24 de outubro de 2010) foi um ator e diretor de cinema norte-americano. Ele ganhou dois prêmios Emmy.